# Fontanigorda
Fontanigorda (ligur nyelven Fontanegorda) település Olaszországban, Liguria régióban, Genova megyében. Lakosainak száma 233 fő (2023. január 1.). Fontanigorda Montebruno, Rezzoaglio, Fascia és Rovegno községekkel határos.

## Népesség
A település lakossága az elmúlt években az alábbi módon változott:
| Lakosok száma | 266  | 264  | 233  |
|               | 2017 | 2018 | 2023 |